# 1137 dans les croisades
Cette page regroupe les évènements concernant les Croisades qui sont survenus en 1137 : 
- mars : mort de Pons, comte de Tripoli tué par les Damasquins qu'il combattait. Son fils Raymond II lui succède[1].
- juin : Zengi tente de prendre Homs et Montferrand, mais le comte de Tripoli Raymond II intervient à chaque fois et l'oblige à lever le siège[2].
- juillet : Après avoir repris Mamistra, Adana et Tarse, l'empereur Jean II Comnène prend Anazarbe aux Arméniens[3].
- août : Le basileus Jean II Comnène revendique la suzeraineté sur Antioche, qui est obligé de céder[3].
- août : Zengi assiège de nouveau la forteresse de Montferrand, dans la principauté d'Antioche[3].